# Datowanie metodą numizmatyczną
Datowanie metodą numizmatyczną – metoda datowania względnego polegająca na określaniu wieku kontekstu archeologicznego na podstawie monet. Na monetach widnieją daty emisji, co daje podstawy do wydatowania kontekstu, w którym moneta ta została znaleziona.